# Зоран Еркман
Зоран Еркман (Желе Зеркман) (Београд, 5. јун 1963 — 28. мај 2013) био је српски музичар (трубач) и композитор.
Најпознатији је по свом раду у групи Дисциплина кичме. Музички жанрови су му били џез, авангардни рок и алтернативни рок.
Издавачи са којима је сарађивао: Хелидон, Документарна, ПГП-РТБ, Tom Tom Music.

## Биографија
Похађао је музичку школу Станковић у Београду; 1981. постаје члан Омладинског џез бенда РТБ, а од 1983. повремени члан Биг бенда РТБ.
Од 1985. до 1991. је био члан Дисциплине кичме у чији је звук унео нову димензију и квалитет; након распада групе и Којиног одласка у Лондон, Зеркман на кратко одлази у Сарајево где свира са групом Конгрес. По избијању рата у Босни и Херцеговини се враћа у Србију, где свира на албумима Обојеног програма и Боја, Електричног оргазма и других.
Године 1999, основа групу Буквар Буквар која издаје само један албум, а 2010. оснива трио Зеркман Биг бенг.
Компоновао је филмску музику за ТВ филм „Видео јела, зелен бор“ (1991).
Последњи пут је наступио три дана пред смрт, као гост на концерту нове поставе Дисциплине кичме, 25. маја 2013.

## Дискографија

### Албуми
- Сви за мном! (Дисциплина кичме, Helidon, 1986)
- Најлепши хитови! (Дисциплина кичме, ПГП РТБ, 1987) - Уживо
- Зелени Зуб на планети досаде (Дисциплина кичме, ПГП РТБ, 1989)
- Нова изненађења за нова поколења (Дисциплина кичме, ПГП РТБ, 1991)
- Овај зид стоји криво (Обојени програм, 1991)
- (1993)
- Или пет минута испред тебе (Обојени програм, 1996)
- Гумене лутке (Канал Твид, 1996)
- На палуби обданишта (Буквар Буквар, Tom Tom Music, 1999)
- Београдска превара уличног и надземаљског сјаја (Која, Ђука, Зеркман и Коста Бунушевац, Tom Tom Music, 2000)
- Хармонајзер (Електрични оргазам, 2002)
- Мене треба овај град баш овакву каква сам сад (Бо, 2003)
- Прекиди стварности (Канда, Коџа и Небојша, 2005)
- Девети живот (Канда, Коџа и Небојша, 2008)
- Фанк и ластиш Црног Зуба (Која, 2009, видео)[1]

### EP (мини албуми)
- Ја имам шарене очи (Дисциплина кичме, Dokumentarna, 1985)
- Дечја песма (Дисциплина кичме, ПГП РТБ, 1987)

### Синглови
- Бука у моди / Бука у моди (ремикс) (Дисциплина кичме, ПГП РТБ, 1991)